# Dandy wagon

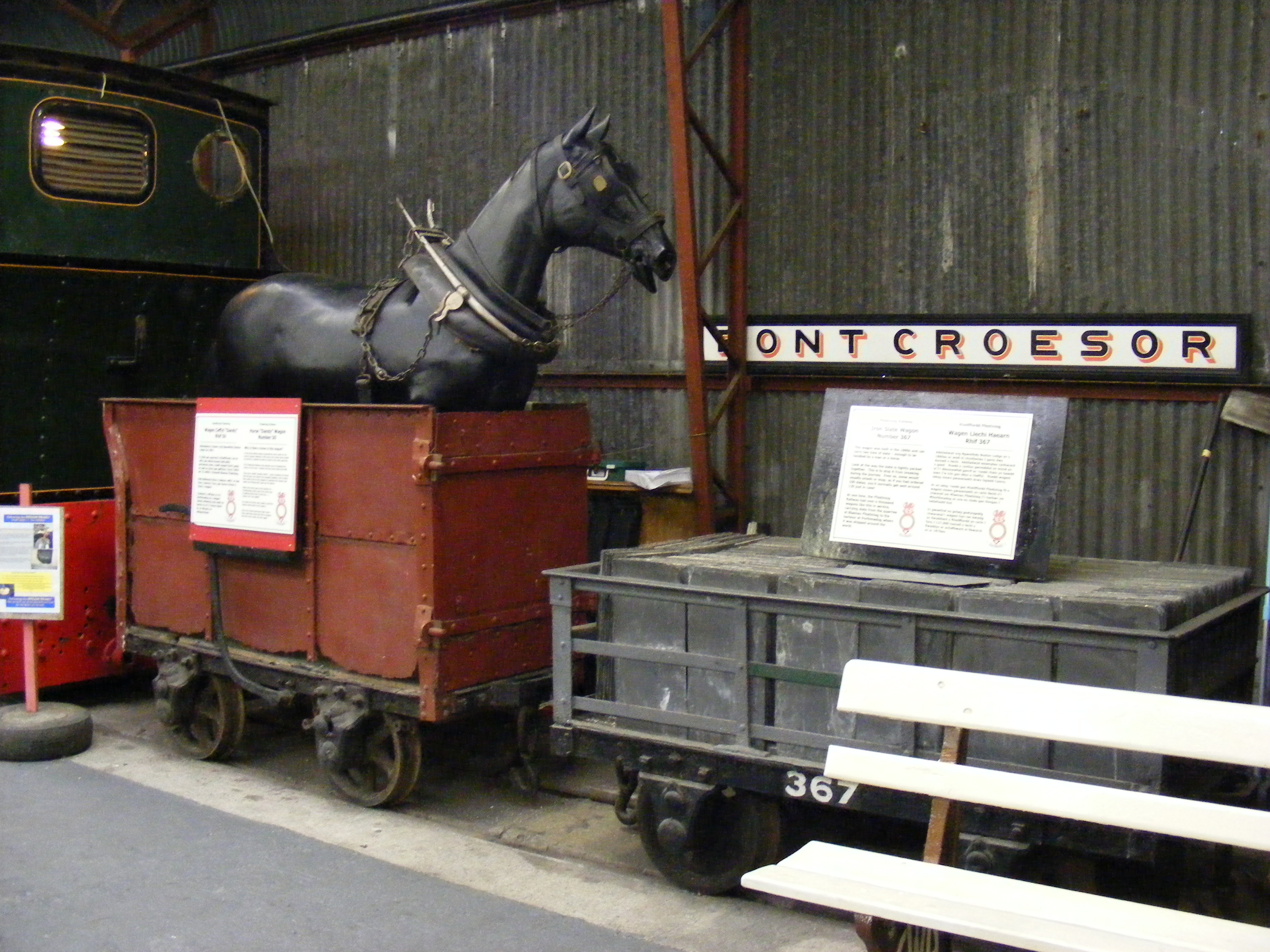
Un dandy wagon del Ferrocarril de Festiniog, exhibido en el Welsh Highland Heritage Railway en el norte de Gales (2009)

El dandy wagon es un tipo de vagón de ferrocarril utilizado para transportar cuesta abajo caballos en trenes impulsados por gravedad. Estos caballos luego tiraban cuesta arriba del tren vacío, haciendo más eficaz su tarea. Están particularmente asociados con el  Ferrocarril de Festiniog (FR) en Gales, donde se utilizó entre 1836 y 1863 en este tendido de vía estrecha. 

## El reto
El desafío en el FR era mover cargamentos de pizarra desde una ubicación elevada a un puerto para su envío, en este caso, desde Blaenau Ffestiniog a Porthmadog, Gales. Actualmente es un viaje de 28 minutos, en el que se recorren 11,9 millas (19,1 kilómetros), pero que en 1832 era una zona remota de montaña. El ferrocarril se diseñó con una pendiente promedio de aproximadamente 1 por 80. Los trenes que corrían cuesta abajo funcionaban por gravedad, con 3 paradas. El tiempo total de viaje era de aproximadamente una hora y media. Los trenes eran trasladados de vuelta cuesta arriba por caballos de tiro hasta 1863, en un viaje de casi 6 horas. Por lo tanto, era necesario encontrar una manera de volver a bajar los caballos. 

## Dandiesde caballos
George Stephenson propuso una solución: construir vagones especiales para transportar los caballos en el camino hacia abajo, idea que se puso en práctica en el Ferrocarril de Stockton y Darlington, inaugurado en 1825. Con las mejoras introducidas en la construcción de las vías, los caballos se veían cada vez más exigidos para mover en el menor tiempo posible los trenes al punto de partida. En 1827, el Ferrocarril de Stockton y Darlington estaba sufriendo graves dificultades debido a la poca fiabilidad de sus locomotoras de vapor, y estaba a punto de abandonarlas. Se volvieron a utilizar vehículos tirados por caballos operados por contratistas independientes. Se esperaba que cada caballo transportara unas doce toneladas y media de carbón, haciendo tres viajes de ida y vuelta en seis días. El trabajo era agotador para los animales, incapaces de soportar un esfuerzo tan continuo e intenso. 
George Stephenson introdujo el dandy wagon en 1828, que era simplemente un carro de cuatro ruedas provisto de heno, sujeto a la parte trasera de un tren de carga, en el que el caballo podía descansar en los tramos cuesta abajo. Se decía que si faltaba el dandy wagon, los caballos intentaban subirse al último de los vagones del tren de carga.
En el FR, esto les daba a los caballos la oportunidad de comer y descansar en el camino cuesta abajo, y después de que se descargara la pizarra de los vagones, los caballos descansados estaban disponibles para transportar el tren vacío de regreso a la cima. En otros ferrocarriles, el transporte de caballos cuesta abajo era generalmente más corto, y solo era posible a lo largo de algunos tramos de la vía, pero aun así permitía a los caballos descansar antes de volver al trabajo. 
De acuerdo con la Guía del viajero (Blue Cover), el Vagón número 50, un Dandy Iron Horse de cuatro ruedas, construido en Boston Lodge hacia 1861, todavía se conservaba en el museo Ffestiniog Railway en abril de 1992. 
Otros nombres para los coches de transporte de caballos son "carro dandy" y "camión dandy". Todos se refieren a un vagón de un ferrocarril de tracción animal, en el que los caballos pueden descender una pendiente. El término "carro dandy" también se utiliza en ocasiones para referirse a trenes de pasajeros tirados por caballos.

## Trenes tirados por caballos
Casi todos los primeros ferrocarriles utilizaron caballos como elemento de tracción de los trenes antes de la invención de la locomotora de vapor. 
El Ferrocarril de Ballochney utilizó un "carro dandy" en las dos "pendientes de Ballochney", cada una con una inclinación de alrededor de 1 en 23 para distancias de aproximadamente 1000 yardas (914 m). Un tren descendente estaba conectado por un cable y una polea a un tren ascendente. El peso del tren que descendía cuesta abajo tiraba del tren que avanzaba cuesta arriba.
La geografía del ferrocarril de Ffestiniog puede haber tenido algún impacto al permitir que esta solución imaginativa se aplicara a un gran porcentaje de su transporte total, en un tramo relativamente largo de vía que se recorría exclusivamente entre dos puntos, donde se podía mantener una pendiente descendente relativamente constante y continua. 

## Otra propuesta para losdandy wagons
En 1828, Alfred Pocock, que estaba desarrollando un carruaje sin caballos impulsado por una cometa, propuso remolcar un carrito dandy para llevar un pony para el caso de que el viento fuese desfavorable.

## Ortografía de "wagon" o "waggon"
En el Reino Unido, en los primeros días del ferrocarril y los tranvías, cualquier ortografía era aceptable. Actualmente, en la terminología ferroviaria británica, la ortografía es "wagon". Dentro del Festiniog (nota 1 F), durante el siglo XIX la ortografía era intercambiable. Sin embargo, todavía es común usar la palabra "waggon" para referirse a un conjunto de bienes.

## Otrosdandy wagons
El término dandy wagon también se aplicaba a un carruaje privado usado en Estados Unidos durante el siglo XIX.